# Anarak
Anarak est une petite ville iranienne, chef-lieu du district d'Anarak, situé dans le comté de Nain, lui-même dans la province d'Ispahan. Au recensement de 2006, sa population atteignait 1 285 habitants dans 462 familles. Il est situé à une altitude de 1 429 mètres.
Anarak est situé dans le désert Dasht-e Kavir à environ 75 km de la ville de Nain.
De nombreuses mines sont situées près d'Anarak. La mine de plomb de Nakhlalk est la plus grande mine en activité à proximité d'Anarak.